# Consell Regional de Samaria
El Consell Regional de Samaria (en hebreu: מועצה אזורית שומרון) (transliterat: Mo'atza Azorit Shomron) és un consell regional israelià que es troba en la zona nord de Cisjordània. Proporciona serveis municipals per a les 35 comunitats jueves o assentaments israelians dels turons de Samaria dins de la seva jurisdicció amb una població total d'aproximadament 23.600 persones. Les oficines principals es troben en el Parc Industrial de Barkan. La indústria vinícola també és important. El logotip del consell està escrit amb les paraules bíbliques de Jeremies 31: 5: "Una altra vegada plantaràs vinyes en els colls de Samaria".
L'àrea municipal del consell s'estén a través de 2.800 quilòmetres quadrats. Fins a la tardor del 2005, quan part del seu territori municipal va ser abandonat com a part del pla unilateral de desconnexió d'Israel, el Consell Regional de Samaria havia estat el principal consell regional israelià en l'àrea municipal. En agost de 2015, Yossi Dagan va ser escollit per ocupar el càrrec de President del Consell Regional de Samaria, amb el 62% dels vots.

## Assentaments
| - Alei Zahav - Avnei Hefetz - Barkan - Bruchin - Einav - Elon Moreh - Etz Efraim - Har Brachà - Hermesh - Hinanit - Itamar - Kfar Tapuach - Kiryat Netafim - Ma'ale Shomron - Mevo Dotan | - Migdalim - Nofim - Peduel - Rehelim - Reihan - Revava - Sal'it - Sha'arei Tikva - Shaked - Shavei Shomron - Tel Menashe - Tzofim - Yakir - Yitzhar |